# Johan Stensson Rothman
Johan Stensson Rothman (Växjö, 24 de fevereiro de 1684 – Växjö, 20 de julho de 1763) foi um médico e naturalista sueco.
Estudou em Harderwijk e em Leiden, onde frequentou os cursos de Herman Boerhaave (1668-1738). Em 1713, obteve em Harderwijk seu diploma de doutor em medicina e, em 1718, passou a exercer a profissão de médico no Condado de Kronoberg; a partir de 1720, ensinou história natural na Escola Superior de Växjö. 
Influenciado pelos trabalhos de Sébastien Vaillant (1669-1722) sobre a sexualidade dos vegetais, transmite esta influência a um dos seus mais antigos alunos, Carl von Linné (1707-1778). 
Casou-se com Anna Elisabeth Rothman, com a qual concebe Göran Rothman (1739-1778), que estudou com Linné, tornando-se botânico, tradutor de Voltaire (1694-1778) e de Alexander Pope (1688-1744).